# Борок (Рыбинский район)
Боро́к — деревня Назаровского сельского округа Назаровского сельского поселения Рыбинского района Ярославской области.
Деревня расположена в центре сельского поселения, к югу, в сторону Волги от дороги, ведущей из Рыбинска в Тутаев (по левому берегу Волги) и удалена примерно на 500 м от дороги ина 300 м от волжского берега, Деревня стоит на песчаной приволжской возвышенности, к западу от деревни песчаный карьер, к котором образовались водоёмы. К северу от карьеров расположен центр сельского поселения — Назарово. К востоку от деревни протекает река Сундоба и находится её устье.
Деревня Борокъ указана на плане Генерального межевания Рыбинского уезда 1792 года. 
На 1 января 2007 года в деревне числилось 2 постоянных жителя . Деревню обслуживает почтовое отделение, расположенное в центре сельского поселения Назарово .